# 仿魮
仿魮（学名：Barbus mimus）為輻鰭魚綱鯉形目鯉科魮屬的其中一個種。該物種於1912年由乔治·亚伯特·布兰洁描述，原分布於非洲肯亞巴林哥湖流域，體長可達5.5公分。

## 扩展阅读
維基物種上的相關：仿魮